# Masaaki Sasamoto
Masaaki Sasamoto (japonès: 笹本正明)  (Tòquio, 1966) és un reconegut pintor japonès contemporani. D'influències prerafaelita i simbolista, pren força sovint el subconscient com a inspiració per a crear.

## Trajectòria
Graduat a la Universitat d'Arts de Tòquio l'any 1989, es va especialitzar en pintura japonesa.
Ha exposat tant sol com acompanyat arreu del país nipó, i fins i tot ho ha fet a Hongria. Entre d'altres, ha rebut el Minister of Justice Award.
Actualment, Sasamoto viu i treballa a la prefectura de Yamanashi. Precisament, la seva obra és exposada al Museu de Yamanashi.